# 카레빵

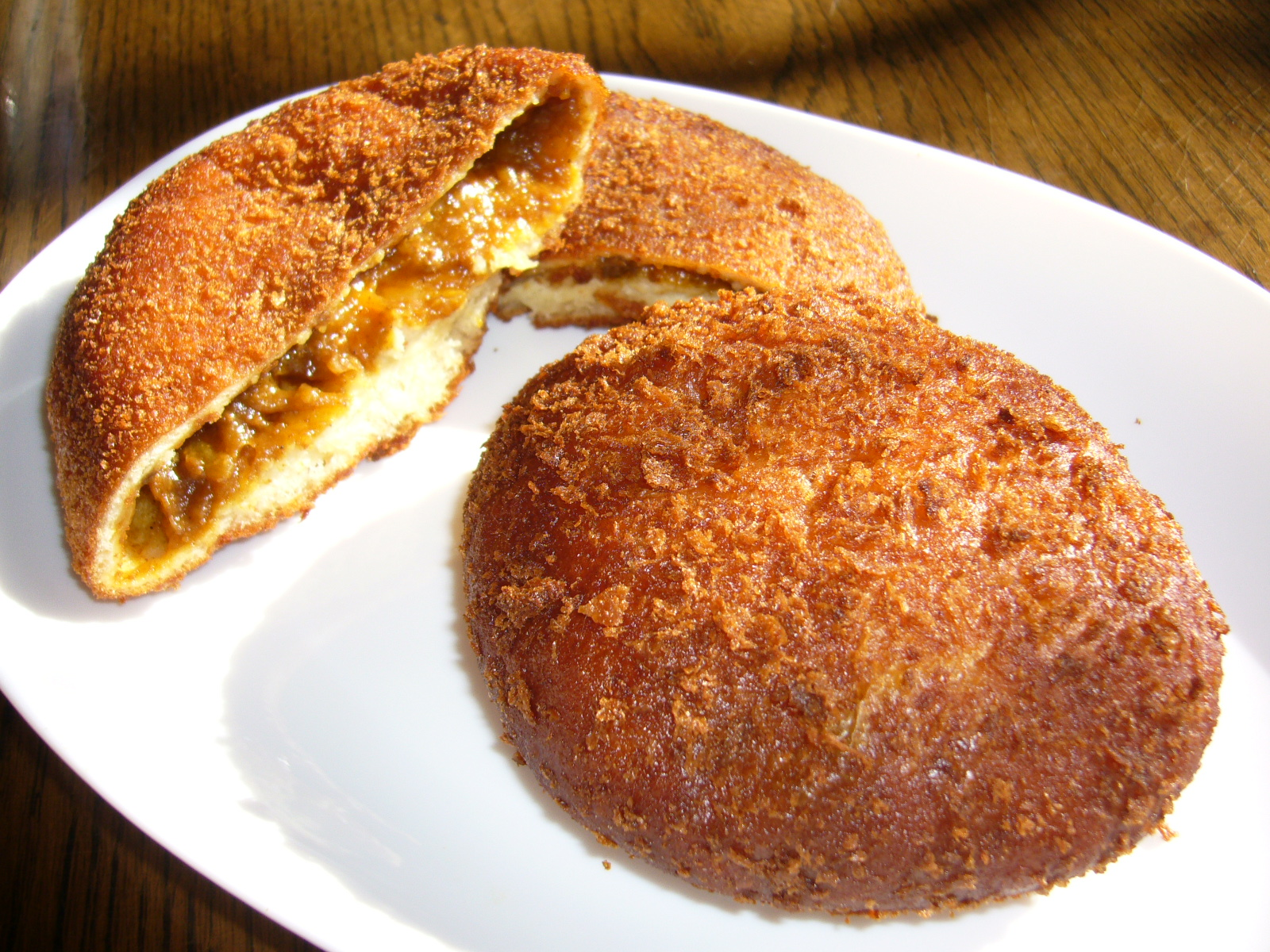
카레빵

카레빵은 속에 카레가 들어있는 빵이다. 대부분의 시판 제품들은 옷을 입혀 튀기거나 구운 것이다. 튀긴 것은 카레 도넛이라고도 한다. 속에 들어가는 카레는 카레라이스보다는 물기가 적게 하여 흘러내리지 않도록 한다. 키마카레를 속으로 한 것도 있다.
기원에 대해서는 도쿄도 고토구에 있는 명화당(名花堂, 현 카틀레야)의 2대째인 나카타 토요지가 1927년에 실용 신안 등록한 양식 빵이 원조라고 하는 경우가 많다. 단 그것은 속이 들어간 빵을 커틀릿과 같이 낸다는 것이 주요 내용이며, 카레는 전혀 언급되지 않았다. (그렇기 때문에 오히려 피로시키에 가깝다고 생각할 수 있다.) 한편 네리마구의 덴마크브로트(1934년 창업)에서는 그 기업의 창업자가 카레 빵을 발명했다고 주장하고 있다. 이쪽은 카레 샌드위치를 판매하다가, 나중에 튀겨 만들게 되었다고 한다. 이 시기는 일본에서 양식이 보급되고 있던 시기로서, 업계에서 일본식 양식 메뉴 개발에 관심 많았던 시대였다는 점도 함께 고려되어야 한다.
일본에서 인기가 있는 빵으로, 슈퍼마켓이나 편의점 등에서 대기업 제품이 판매되는 것 이외에, 시중 빵가게의 명물 상품인 경우도 많다.

## 같이 보기
- 카레라이스
- 피로시키
- 일본 카레